# Mulesing
Als Mulesing (englisch [ˈmjuːlziŋ]) bzw. Mulesierung oder Mules-Operation (nach John W. H. Mules) wird das Entfernen der Haut rund um den Schwanz von Schafen ohne Schmerzausschaltung bezeichnet. Es ist ein in Australien gebräuchliches Verfahren, um einen Befall mit Fliegenmaden (Myiasis) zu verhindern.
Mulesing ist eine umstrittene Praktik, zu der es viele unterschiedliche Meinungen gibt. Laut der National Farmers Federation ist es der effektivste Weg, das Risiko von Myiasis zu minimieren, der sonst 3.000.000 Schafe jährlich zum Opfer fallen würden.
Die Australian Veterinary Association (AVA) erkennt die positiven Effekte von Mulesing bei Schafen an. Jedoch befürwortet die AVA auch Alternativen im Sinne einer ethisch vertretbaren Massentierhaltung. Dem Präsidenten der National Farmers’ Federation Peter Corish zufolge ist die Tierschutzorganisation Royal Society for the Prevention of Cruelty to Animals nicht gegen dieses Verfahren in Gebieten, in denen es keine sinnvolle Alternative gibt, empfiehlt aber Forschungen nach schmerzlosen Methoden als Alternativen. Die Tierrechtsorganisation PETA ist strikt gegen das Mulesing, dies sei eine grausame und schmerzhafte Methode, zu der es „humanere“ Alternativen gebe.
Im November 2004 trafen sich Delegierte der australischen Wollindustrie und beschlossen, das Verfahren des Mulesing bis Ende 2010 zu beenden. Mittlerweile hat die Australian Wool Innovation (AWI) den Termin abgesagt und keinen neuen gesetzt. Die Australian Wool Growers Association verzeichnet hingegen einen zunehmenden Einsatz lokaler Betäubung. Im Jahr 2010 soll dies bereits in 60 % der Fälle angewandt worden sein.
Die Merino-Industrie von Neuseeland erlegte sich ab Ende 2010 ein freiwilliges Verbot auf, an das sich jedoch nicht alle Farmer halten. Zudem hat die New Zealand Merino Company ein freiwilliges Qualitätssiegel namens Zque eingeführt, das Wolle von Schafen kennzeichnet, die unter anderem nicht dem Mulesing unterzogen wurden. Ein offizielles Verbot trat am 1. Oktober 2018 in Kraft.

## Geschichte
Mulesing ist benannt nach John W. H. Mules, der dieses Verfahren entwickelte.
Während er ein Mutterschaf schor, das mehrere Fliegenbefälle erlebt hatte, rutschte er ab und entfernte ein Stück Haut. Als er dies bei mehreren anderen Schafen anwandte, stellte er fest, dass dies den Fliegenmadenbefall signifikant senkte. Das Verfahren wurde im Laufe der Jahre weiterentwickelt und verbreitete sich in den 1930er Jahren in Australien. Die für Myiasis bei australischen Schafen hauptverantwortliche Schmeißfliegenart Lucilia cuprina wurde vermutlich im 19. Jahrhundert aus Südafrika eingeschleppt. Die Erkrankung wird als sheep strike oder breech-strike bezeichnet.
Ursprünglich wurde es nur bei Schafen durchgeführt, die bereits entwöhnt waren, da es für Lämmer „zu hart sei“. Es stellte sich aber heraus, dass Lämmer das Mulesing besser vertrugen als ältere Schafe, da die betroffene Hautfläche deutlich kleiner ist.

## Verfahren
Mulesing ist ein chirurgisches Verfahren, das in Australien von Personen mit spezieller Ausbildung ausgeführt wird, also meist einem professionellen Mulesing-Unternehmer übertragen wird. Es wird zumeist nach dem Absetzen bis zu einem Alter von einem Jahr durchgeführt. Während das Schaf fixiert ist, wird die After-Schwanz-Falte durch Entfernung eines v-förmigen Hautstücks im proximalen Schwanzdrittel gestrafft und der Schwanz ab dem dritten Schwanzwirbel kupiert. Weder während des Eingriffs noch danach werden Schmerzmittel verabreicht. Ursprünglich wurde dies zusammen mit der Schur durchgeführt, mittlerweile gibt es aber spezielle Werkzeuge dafür.

## Kontroverse
Tierrechtler kritisieren das Mulesing ohne Betäubung als inhuman und unnötig. Sie argumentieren auch, dass das Mulesing verhindert, dass sich eine natürliche Resistenz gegen den Fliegenbefall bilden kann. Darüber hinaus wird die Wirkung des Verfahrens generell bezweifelt, da die Maden auch in anderen Hautfalten am Körper nisten.
Befürworter des Mulesing stammen meist aus Australien, wo es häufig zu starkem Fliegenbefall kommt. Es gebe zwar schon Alternativen, diese seien jedoch noch nicht erprobt und unwirtschaftlich. Aufgrund der großen Zahl der Schafe in Australien sei aber eine wirtschaftliche Methode notwendig.
Im Oktober 2004 reagierte das amerikanische Modeunternehmen Abercrombie & Fitch auf den Druck von PETA und boykottierte australische Merinowolle wegen des Mulesings. Die australische Wollindustrie erlebte Umsatzeinbrüche, als sich weitere Unternehmen diesem Boykott anschlossen, darunter mehr als 60 britische Unternehmen.
Der Konflikt entflammte erneut durch eine Sendung des schwedischen Fernsehens. In dieser wurde behauptet, dass ein Lobbyist, Kevin Craig, der für die australische Woll- und Schafindustrie arbeitete, einem schwedischen Aktivisten eine kostenlose Reise nach Australien anbot, unter der Bedingung, dass dieser nicht mehr vor der Kamera auftrete und keine Interviews mehr gebe. Daraufhin schloss sich nahezu die gesamte schwedische Bekleidungsindustrie dem Boykott an.
Im März 2020 wurde eine Liste mit hundert internationalen Textilmarken veröffentlicht, die sich gegen „Mulesing“ bei Lämmern aussprechen. Im November 2020 hat Vier Pfoten in einem Ranking festgestellt, dass nur vier von 28 Herstellern von Strickwolle Mulesing ausschließen können.

## Alternativen
Alternativen zum Mulesing müssen sowohl für Schafe als auch den Ausführenden gesundheitlich unbedenklich sein und dürfen weder Fleisch noch Wolle schädigen.
Einige nicht-chirurgische Methoden wurden untersucht:
- proteinhaltige Behandlung (intradermale Injektionen)[21]
- gezielte Zucht[22][21]
- sichere Insektizide
- biologische Fliegenbekämpfung[10]
- Plastikclips für die Schafhaut (breech clips)[21]